# Agence nationale de numérisation de la santé
Agence nationale de numérisation de la santé (ANNS) en arabe : الوكالة الوطنية للرقمنة في الصحة, est un établissement public à caractère industriel et commercial (EPIC) créée en 2022 par le ministère de la Santé algérien dans le but d'avoir une meilleure visibilité et de collecter des données sur la situation du secteur de la santé, notamment en ce qui concerne l'état des stocks et la gestion des ressources humaines.

## Création
Le ministre de la Santé algérien, Abderrahmane Benbouzid, a annoncé la création d'une agence de numérisation  pour avoir une meilleure visibilité et collecter des données sur la situation du secteur. Le ministre a également souligné l'importance des efforts financiers de l'État pour le développement du secteur et a évoqué un problème de coordination qui pourrait être résolu par la numérisation du secteur, cette agence avait été proposée comme idée après la pandémie de la Covid-19.
Le ministre Benbouzid a annoncé que le Premier ministre Aïmene Benabderrahmane avait approuvé la création d'une agence nationale de numérisation de la santé officielle, dotée d'un conseil scientifique et administratif qui travaillera sur la numérisation des ressources humaines et des stocks de médicaments. Il a souligné l'importance de la numérisation pour améliorer la situation du secteur et éviter les erreurs futures, ajoutant que sans numérisation, l'opération se poursuivra dans l'obscurité.

## Missions
En tant qu'agence de service public, l'ANNS a pour mission de placer le patient au centre de ses préoccupations en contribuant à son bien-être social, économique et humain. Pour atteindre cet objectif, l'agence adopte une gestion moderne et efficiente qui garantit la meilleure prestation possible en maîtrisant les coûts et en créant de la valeur. L'ANNS opère dans le cadre du principe d'amélioration continue tout en respectant ses attributions réglementaires.